# Heteranthus verruculatus
Heteranthus verruculatus är en havsanemonart som beskrevs av Carl Benjamin Klunzinger 1877. Heteranthus verruculatus ingår i släktet Heteranthus och familjen Phymanthidae. Inga underarter finns listade i Catalogue of Life.